# Simone Rosalba
Simone Rosalba (ur. 31 stycznia 1976 w Paoli) – włoski siatkarz, medalista igrzysk olimpijskich oraz mistrz świata i Europy. Grał na pozycji przyjmującego. Występował w klubach Serie A1. Mierzy 197 cm. 122 razy wystąpił w reprezentacji Włoch.

## Kariera
- 1993–1997 Edilcuoghi Ravenna
- 1997–2001 Lube Banca Macerata
- 2001–2003 Asystel Mediolan
- 2003–2004 Copra Berni Piacenza
- 2004–2006 Tonno Callipo Vibo Valentia
- 2006–2007 M. Roma Volley
- 2007–2008 Sparkling Mediolan
- 2008–2009 Andreoli Latina
- 2009–2013 Gherardi SVI Città di Castello

## Sukcesy
- Mistrzostwo Świata: 1998
- Mistrzostwo Europy: 1999
- Zwycięstwo w Lidze Światowej: 1995, 1997, 1999, 2000
- Puchar Ligi Mistrzów: 1994
- Puchar CEV: 1997, 2001
- Superpuchar Europy: 1993
- Puchar Włoch: 2001

## Odznaczenia
- 21 lipca 2000 został odznaczony Orderem Zasługi Republiki Włoskiej V klasy[2].